# What's Going On
What's Going On је једанаести музички албум Марвина Геја, издавачка кућа Motown Records га је издала 21. маја 1971. Представља концептуални албум са фокусом на злоупотребу дрога, сиромаштво, Вијетнамски рат и подизање свести о екологији. На Билборду 200 је био више од годину дана и постао је Гејин други албум број један на Билбордовој листи најбољих хип-хоп албума девет недеља. Историчари музике су га посматрали као класик соула 1970-их. Многи критичари, музичари и многи у широј јавности сматрају What's Going On једним од највећих албума свих времена и знаменитим снимком у забавној музици.  

## Историја
До краја 1960-их Марвин Геј је пао у дубоку депресију након дијагнозе тумора на мозгу његове певачке партнерке Тами Терел, због неуспешног брака са Аном Горди Гаје, зависности од кокаина, проблемима са пореском управом Сједињених Америчких Држава и издавачком кућом Motown Records са којом је потписао уговор 1961. године. Једне ноћи, док се скривао у стану у Детроиту, покушао је да се убије пиштољем, а спасио га је отац Бери Горди. Убрзо је почео да постиже међународне успехе као соло извођач са хитовима I Heard It Through the Grapevine и Too Busy Thinking About My Baby, али је изјавио да осећа да то није заслужио. Убрзо је његова партнерка преминула, након чега је одбијао неколико година да наступа на сцени. У јануару 1970. је Motown Records објавио његов студијски албум That's the Way Love Is, али је Геј одбио да га промовише одлучивши да остане код куће. На пролеће 1970. је почео да се озбиљно бави фудбалском каријером у Детроит лајонсу. Албум What's Going On је снимљен између 1970. и 1971. Објављен је 21. маја 1971, одмах заузевши шесто место на Билборду 200 где је остао више од годину дана. Продат је у око два милиона примерака у року од дванаест месеци. Био је најпродаванији албум до тог датума и други Гејин албум на Билбордовој листи најбољих хип-хоп албума, остајући на њој педесет и осам недеља током 1971. и 1972. године. Насловна песма која је објављена у јануару 1971. као главни сингл за промоцију албума је продата у више од 200.000 примерака у првој недељи и два и по милиона до краја године. Албум је постигао друго место на Billboard Hot 100 иако је имао скроман комерцијални пријем у земљама попут Канаде и Уједињеног Краљевства где је достигао четрдесет и прво место на листи синглова ових земаља. Године 1984. је поново ушао на Билборд 200 након Гејове смрти, а 1985. је проглашен за најбољи албум свих времена. Добио је златни сертификат од Америчког удружења дискографских кућа у Сједињеним Америчким Државама за продају од пола милиона примерака 1994. након што је издат на CD-у. Британска фонографска индустрија је сертификована као платина за испоруку од 300.000 албума. Године 2020. је био на првом месту на листи 500 најбољих албума свих времена по избору часописа Rolling Stone.

## Списак песама
Аутор(и) свих текстова: Марвин Геј. 
| №   | Назив                                   | Трајање |  |
| 1.  | What's Going On                         | 3:51    |  |
| 2.  | What's Happening Brother                | 2:57    |  |
| 3.  | Flyin' High (In the Friendly Sky)       | 3:40    |  |
| 4.  | Save the Children                       | 3:04    |  |
| 5.  | God Is Love                             | 2:31    |  |
| 6.  | Mercy Mercy Me (The Ecology)            | 3:05    |  |
| 7.  | Right On                                | 7:20    |  |
| 8.  | Wholy Holy                              | 3:20    |  |
| 9.  | Inner City Blues (Make Me Wanna Holler) | 5:16    |  |
| 10. | God Is Love                             | 2:22    |  |
| 11. | Sad Tomorrows                           |         |  |